# Camponotus castaneus
Camponotus castaneus är en myrart som först beskrevs av Pierre André Latreille 1802.  Camponotus castaneus ingår i släktet hästmyror, och familjen myror. Inga underarter finns listade.

## Bildgalleri

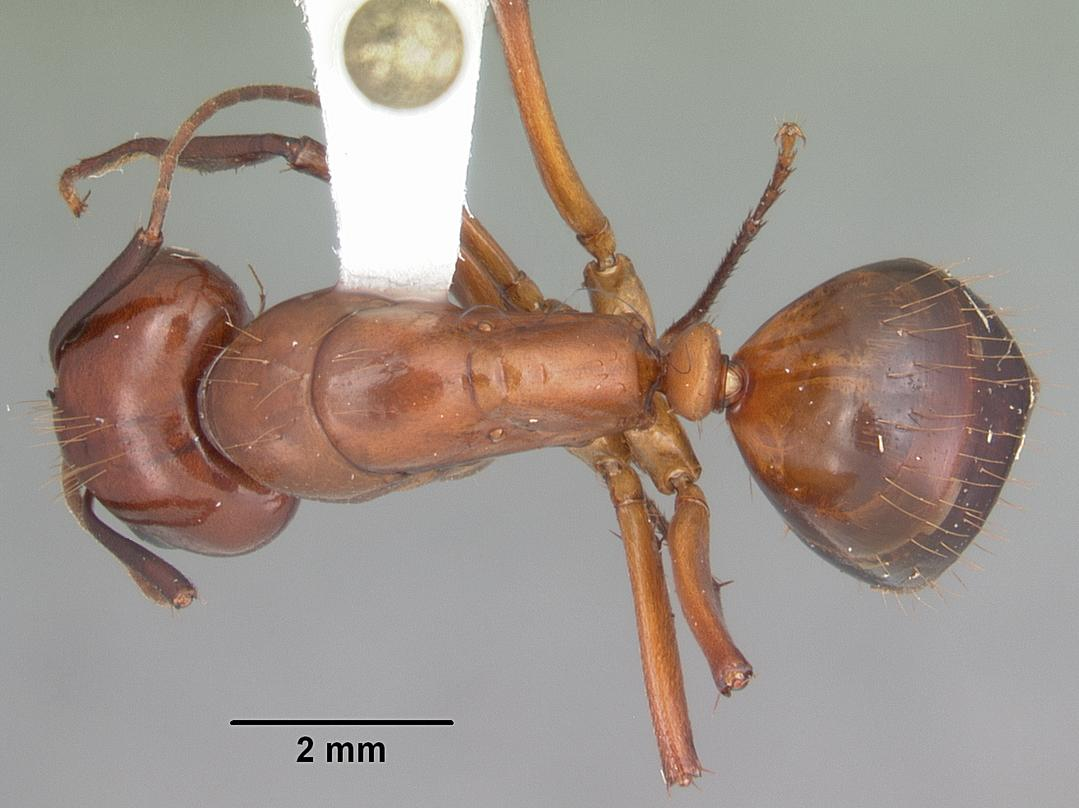
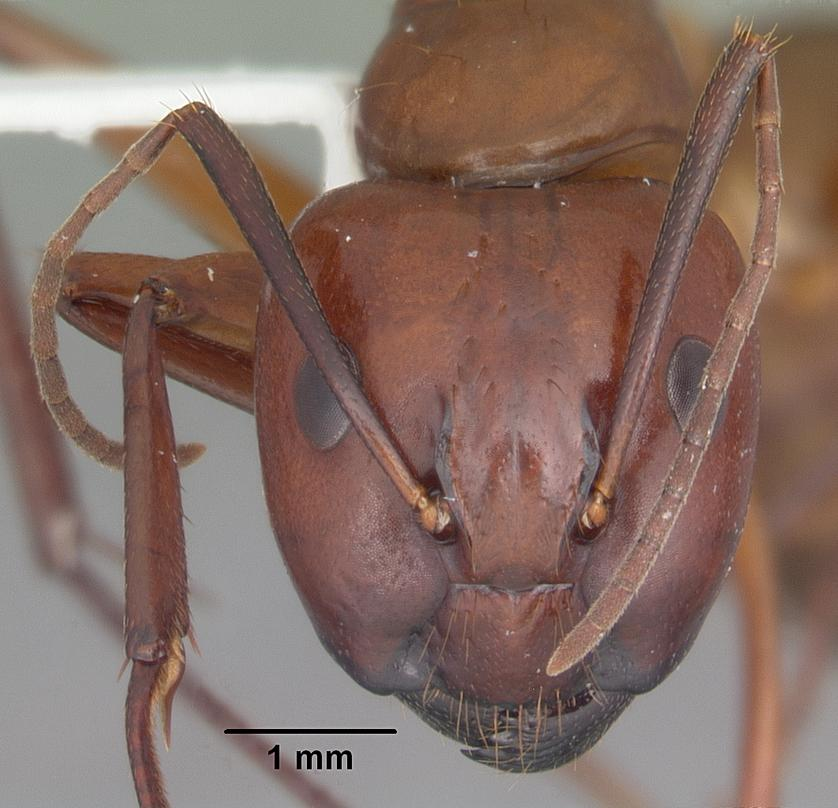
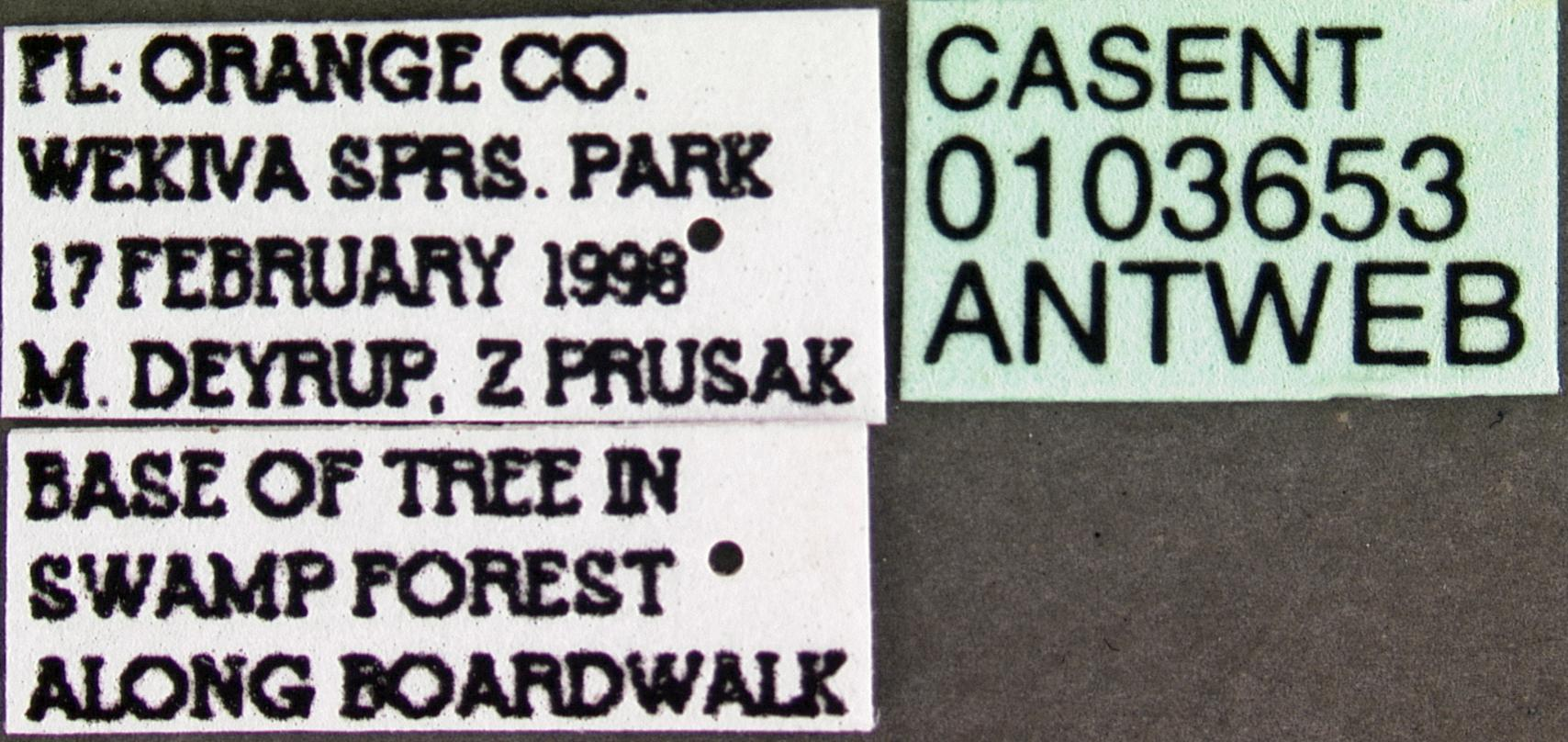
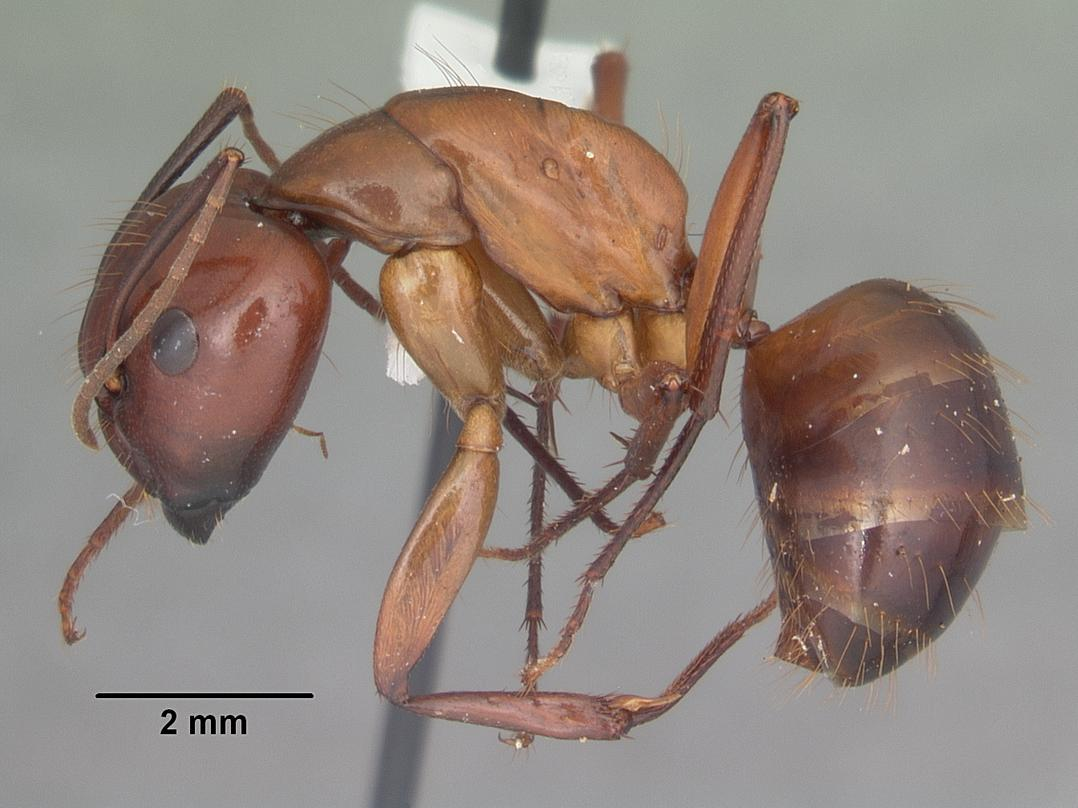
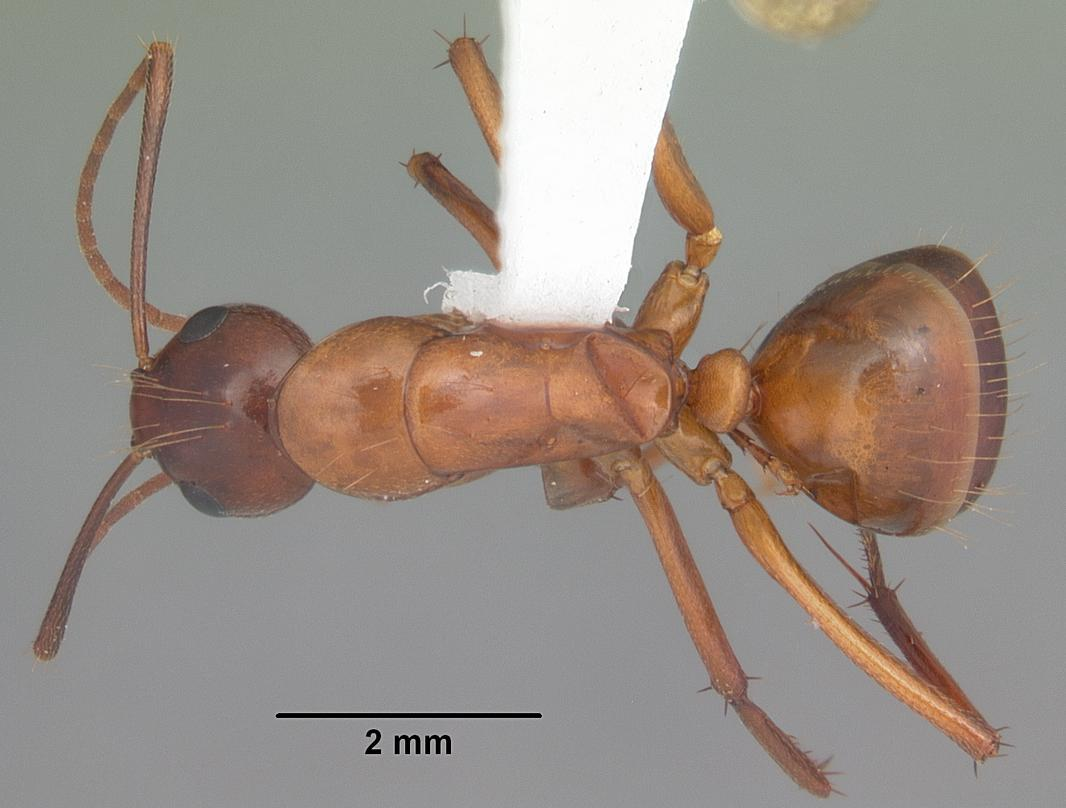
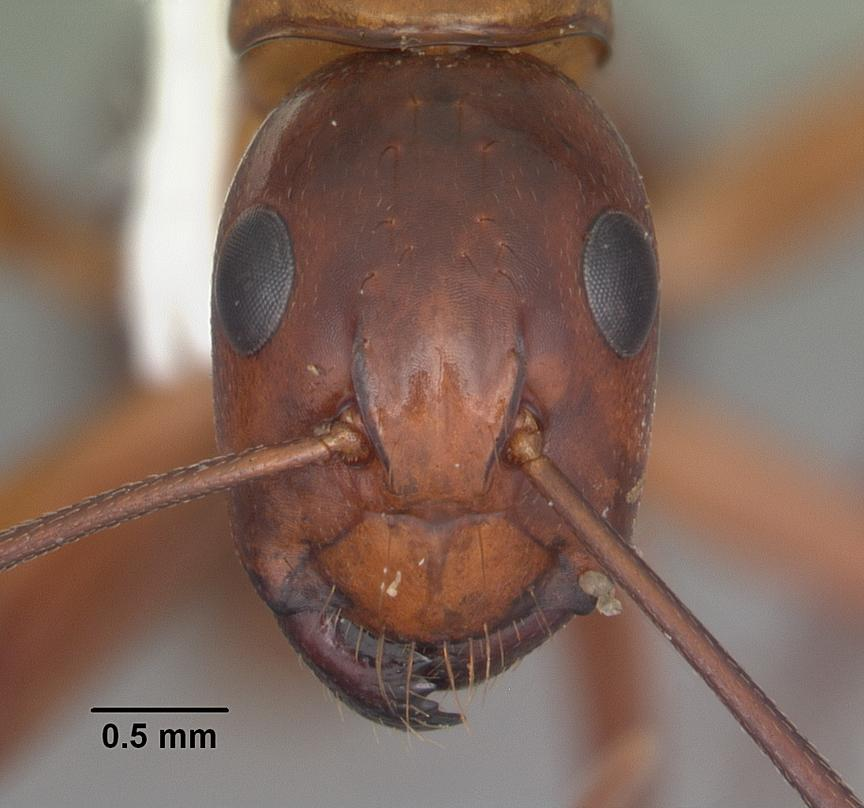